# Лабораторија звука (ТВ филм)
Лабораторија звука је југословенски и српски ТВ филм из 1982. године. Станко Црнобрња је режирао овај филм. Продуцент је био РТНС, а копродуцент је био РТБ.

## О филму
Дивљи сатирични/еротски мјузикл који су компоновали и извели браћа Вранешевић, на врхунцу новог таласа, панк ере у српској музици. Било је то путовање кроз свет звука, призора и фантазија браће Вранешевић засновано на њиховим животима као рок звезде.
Филм је премијерно емитован 18. фебруара 1982.